# 일본의 섬 목록

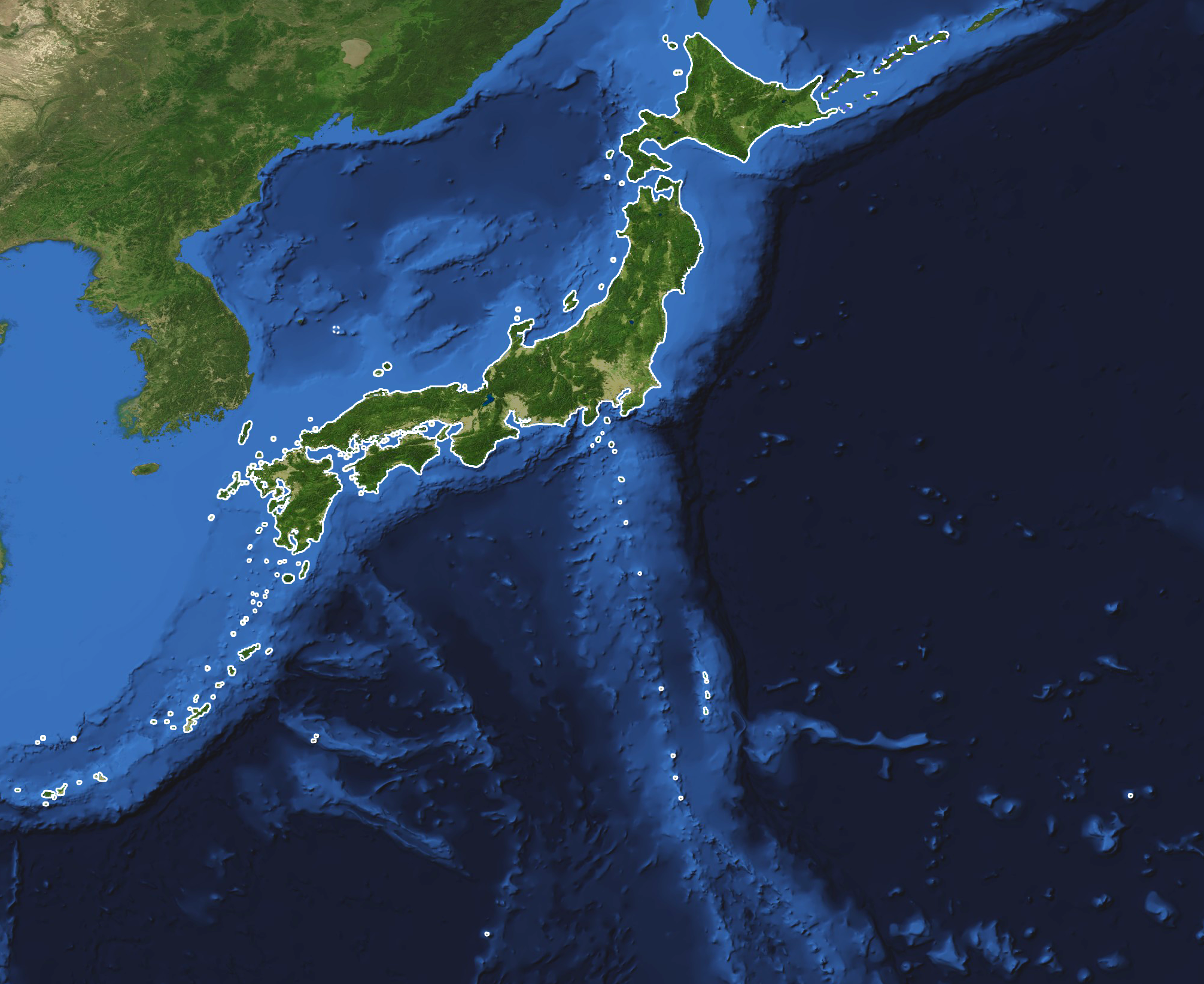
일본 섬들의 윤곽선

일본은 14,125개의 섬으로 이루어진 섬나라로 그 중 약 260개의 섬에 사람이 거주한다. 일본은 인도네시아, 마다가스카르, 파푸아뉴기니에 이어 세계에서 네 번째로 큰 섬나라이다. 일본은 인도네시아에 이어 세계에서 두 번째로 인구가 많은 섬나라이기도 하다.
1987년 일본 해상보안청의 실태조사에 따르면, 일본의 섬의 수는 6,852개이다. 2023년 2월 28일, 일본 국토정보원은 디지털 지도법을 통해서 일본의 섬의 수가 14,125개로 갱신되었다고 발표했다.

## 일본 열도

### 주요 섬
1. 홋카이도 - 가장 북쪽에 있는 두 번째로 큰 섬이며 세 번째로 인구가 많다.
2. 혼슈 - 가장 크고 인구가 많은 섬으로 수도는 도쿄이다 . 혼슈는 다른 세 개의 주요 섬과 다리와 터널을 통해 연결되어 있다.
3. 규슈 – 세 번째로 큰 주요 섬이며, 두 번째로 인구가 많고 아시아 대륙에 가장 가깝다.
4. 시코쿠 – 혼슈와 규슈 사이에 위치한 가장 작고 인구가 적은 주요 섬이다.

### 홋카이도 현
- 오시마
- 오쿠시리 섬
- 테우리 섬
- 레분 섬
- 리시리섬[4]
- 야기시리 섬
- 가모메 섬

### 동해에 있는 혼슈 섬들
- 니가타 아와시마 섬
- 간무리지마
- 교토 구츠지마
- 미츠케지마
- 나나츠지마 군도
- 노토지마
- 오키 제도 (Oki Islands)[5]
  - 도고
  - 나카노시마
  - 니시노시마
  - 치부리지마
- 오오미지마(일본어판)
- 사도[6]
- 시마네 다카시마
- 도비시마(야마가타)
  - 오샤쿠지마(일본어판)
- 쓰노시마
- 시마네 우마시마

### 도쿄 만의섬들
- 드림 아일랜드(유메노시마)
- 오다이바 (인공섬)
- 사루시마 (자연)
- 조난 열도(일본어판)
- 헤이와
- 쇼와
- 케이힌(일본어판)
- 도쿄 국제공항 (인공섬)
- 가츠시마(일본어판)
- 하케이지마(일본어판)
- 히가시 오기지마(일본어판)
- 와카스
- 오오기시마(일본어판)
- 우키시마초(일본어판)

### 오사카 만의섬들
- 마이시마
- 유메시마
- 사키시마, 오사카(일본어판)
- 간사이 국제공항 (인공섬)
- 고베 공항 (인공섬)
- 포트 아일랜드
- 롯코 섬
- 미나미 아시야하마(일본어판)
- 와카야마 마리나 시티
- 니시노미야하마(일본어판)

### 이세만의 섬들
- 주부센트레어 국제공항 (인공섬)
- 카미시마
- 카시코 섬
- 코즈쿠미 섬
- 미키모토 진주섬

### 무츠만의 섬들
- 오시마
- 타이지마

### 난포 제도

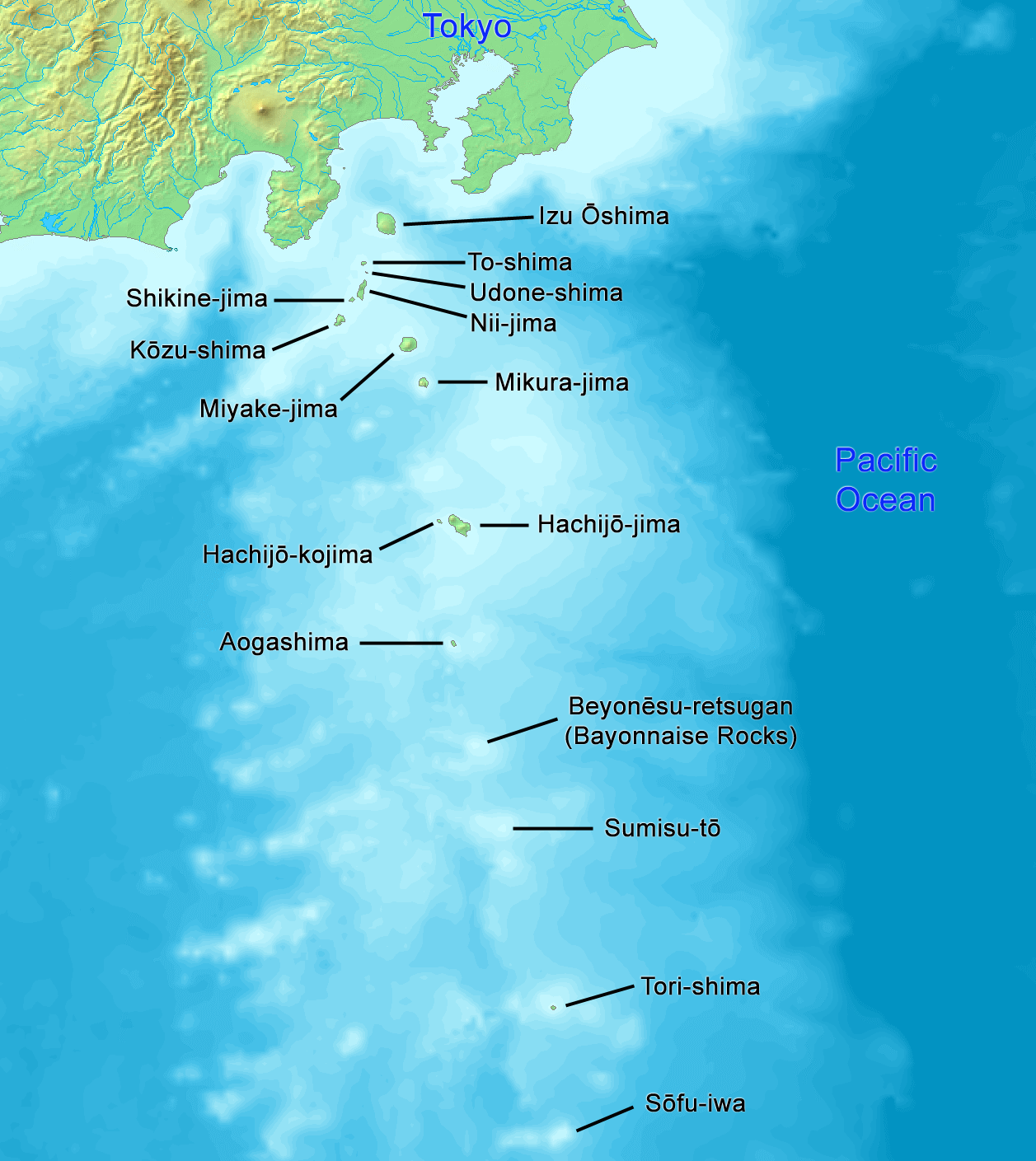
이즈 제도

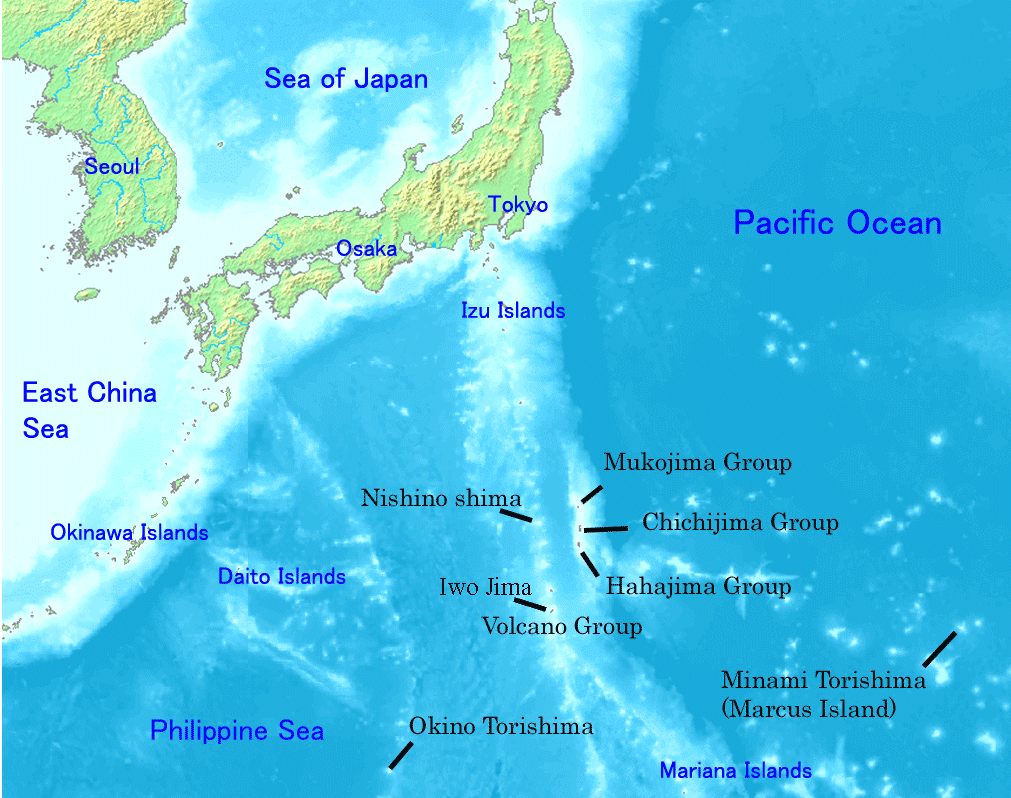
오가사와라 제도

- 이즈 제도[7]
  - 아오가시마[8]
  - 하치조[9]
  - 이즈오시마
  - 코즈[7]
  - 미야케지마[7]
  - 미쿠라지마[7]
  - 니지마[7]
  - 시키네[7]
  - 토시마[7]
  - 토리시마
  - 우도네지마[7]
- 오가사와라 제도(보닌 제도)

- - 무코지마 열도
  - 치치지마[10]
  - 하하지마[10]
  - 무코지마
- 카잔 레토 (화산섬)
  - 니시노시마
  - 키타 이오지마( 북이오지마 )
  - 이오지마[10]
  - 미나미 이오지마( 남이오지마 )

### 기타 일본 섬들
- 미나미 토리시마 (마커스 섬)
- 에노시마
- 오키노 토리시마 (파레체 벨라)

### 규슈 주변의 섬들
이들 대부분은 동중국해에 위치해 있다.
- 아마쿠사
  - 아마쿠사 시모시마 섬
  - 아마쿠사 가미시마 섬
- 가고시마 나가시마 섬
- 아오시마
- 고토 열도[6]
- 단조 섬
- 히젠토리시마(일본어판)
- 하시마[11]
- 히라도[5]
- 이키
- 고시키 섬
  - 시모코시키지마
  - 가미코시키지마
- 쓰시마[6]
- 우쿠시마

### 시코쿠 주변 섬들
- 쿠로시마(에히메)
- 니오시마

### 류큐 열도(난세이 군도)

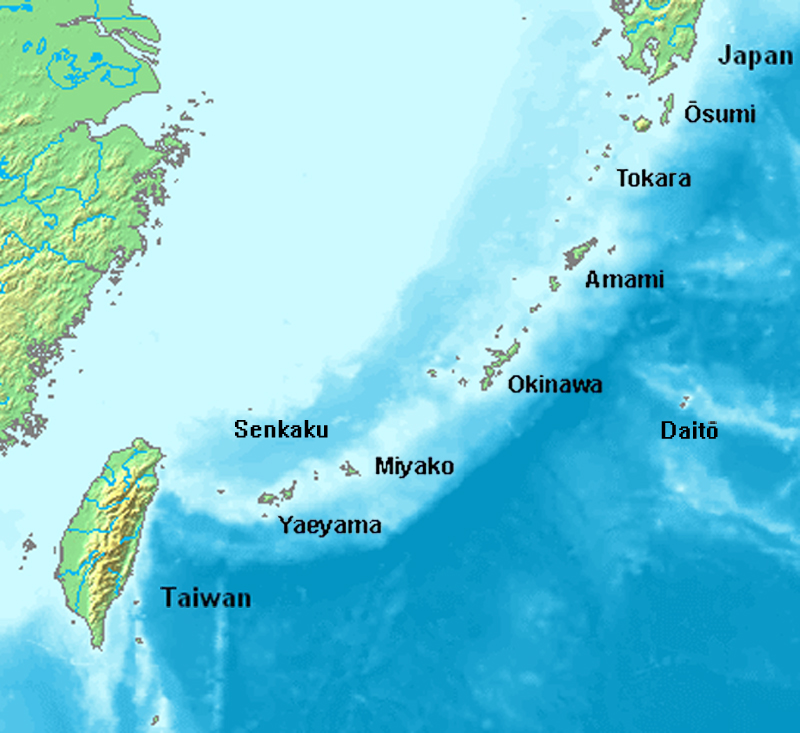
류큐 열도

#### 사츠난 섬
북쪽 절반은 행정구역상 가고시마현과 규슈에 속해있다.

##### 오스미 제도
북동부 그룹:
- 다네가시마[6]
- 야쿠시마
- 구치노에라부지마
- 마게시마

북서부 그룹:
- 이오지마
- 쇼와 이오지마
- 쿠로시마
- 다케시마

##### 도카라 열도
시치토:
- 구치노시마
- 나카노시마(가고시마)
- 가자지마
- 스와노세지마
- 아쿠세키지마
- 타이라지마
- 고다카라지마
- 다카라지마

##### 아마미 제도
- 아마미오시마
- 기카이지마
- 카케로마지마
- 요로시마
- 우케시마
- 도쿠노시마
- 오키노에라부지마
- 요론지마

#### 류큐 열도
오키나와현 남부 절반을 차지한다.

##### 오키나와 제도
중앙 그룹 :
- 오키나와 섬[5]
- 쿠메지마
- 이헤야지마
- 이제나지마
- 아구니지마
- 이에지마
- 이오토리시마[12]
- 케라마 제도
  - 도카시키 섬
  - 자마미지마
  - 아카지마
  - 게루마지마
- 다이토 제도
  - 기타다이토지마
  - 미나미다이토지마
  - 오키다이토지마

##### 사키시마 열도
또한 더 멀리 있는 섬으로도 알려짐:
- 미야코 제도
  - 미야코지마
  - 이케마
  - 오가미
  - 이라부 섬
  - 시모지
  - 구리마지마
  - 미나
  - 타라마
- 야에야마 제도
  - 이리오모테
  - 이시가키
  - 타케토미
  - 코하마
  - 쿠로시마
  - 아라구스쿠
  - 하토마
  - 유부지마
  - 하테루마
  - 요나구니
- 센카쿠 열도 - 일본이 실효 지배하고 있으며 중국과 대만이 분쟁을 벌이고 있다.
  - 우오츠리지마
  - 쿠바 지마
  - 다이쇼 지마
  - 기타 코지마
  - 미나미 코지마

### 세토 내해의섬들
- 가사오카 제도
  - 다카시마섬 (오카야마)
  - 시라이시 섬
  - 키타기 섬
  - 오비시 섬
  - 코비 섬
  - 마나베시마,
  - 무시마 섬 (오카야마)
- 시와쿠 섬
- 아와지[6]
- 에타지마
- 쿠라하시지마
- 이누지마

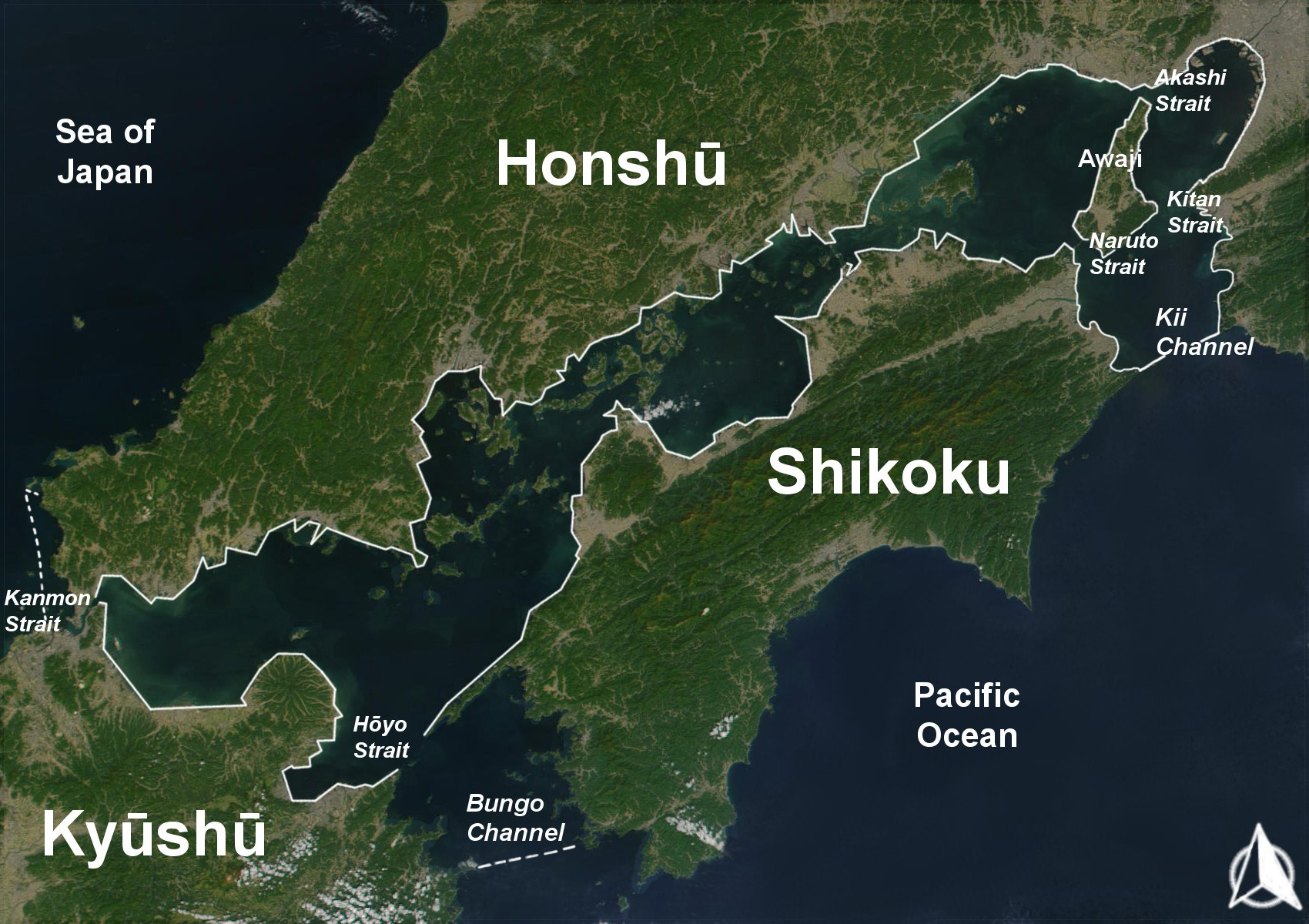
세토 내해

- 이쓰쿠시마 (일반적으로는 "미야지마"로 알려짐)
- 쇼도시마
- 나오시마 섬
- 야마구치현 스오오시마
- 히메시마, 오이타
- 에히메 아오시마
- 하시라 섬
- 오카무라 섬
- 오시마(에히메)
- 무카이시마 섬, 히로시마
- 에히메 오미시마 섬
- 오쿠노시마 (종종 "토끼 섬"이라고 불림)

### 호수 속 섬들
- 다이콘 섬
- 도야호수의 벤텐지마
- 하마나 호수의 벤텐지마

### 기타 인공 섬
- 주부센트레어 국제공항
- 데지마[5]
- 신키타큐슈 공항
- 미도리노시마(일본어판), 하코다테(인공)
- 마림피아 오키노수(일본어판) (인공)
- 와카에지마 (인공)
- 아일랜드 시티, 후쿠오카(인공)

### 일본이 소유권을 주장하는 그외 섬들

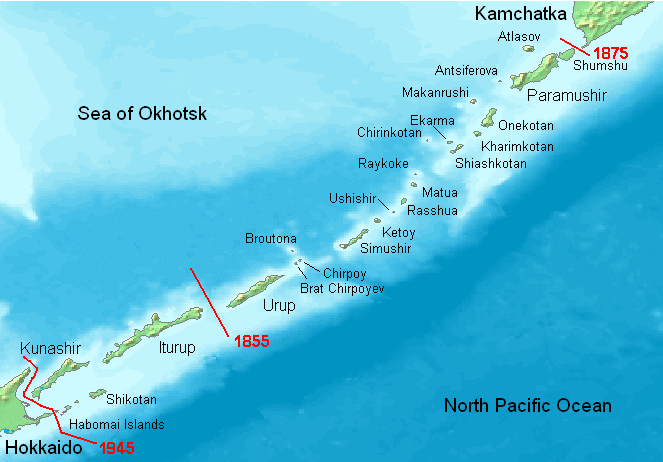
쿠릴 열도와 북방 영토

#### 북방 영토
러시아가 소유하고 일본이 영유권을 주장하는 분쟁의 쿠릴 열도는 4개이다. 이 섬들은 치시마 섬(Chishima Islands)이라 불린다.
- 이투루프
- 쿠나시르
- 시코탄
- 하보마이 제도

#### 기타
- 독도 - 대한민국이 소유하고 있으며 일본은 이에 대해 영유권을 주장하고 있다. 조선민주주의인민공화국 또한 독도의 영유권을 주장하며, 일본의 주장은 절대 받아들일 수 없다고 맞서고 있다.

### 이전 소유 영토
- 남양 군도 (1919년~1947년) - 1945년 패배할 때까지 일본 제국의 일부였다. 1947년에 유엔에 의해 공식적으로 철회되었다. 북마리아나 제도 연방은 나중에 미국의 영토로 편입된다.
- 대만과 펑후 제도 (1895~1952) - 1945년 패배할 때까지 일본 식민 제국의 일부였다. 1945년에 중화민국에 반환되었으나 연합국에서는 인정을 받지 못했다. 1951년에 체결된 샌프란시스코 조약에 따라 모든 청구권은 포기되었다.
- 가라후토청(남사할린) (1905~1949) - 러일 전쟁 이후 일본이 통제한 사할린 섬의 남쪽 절반. 일본은 제2차 세계대전 중 소련의 침공 남사할린에 대한 지배권을 잃었다. 1949년에 일본에 의해 영유권이 공식 폐지되었다. 추가적으로, 일본은 러시아 내전 및 그 이후인 1920년부터 1925년까지 사할린 북부 절반을 지배하기도 했다.
- 제주도 (1910–1945) - 대한민국의 일부이며, 한일병합조약 체결 이후 일본이 점령하였다. 일본은 샌프란시스코 강화조약 체결 이후 조선반도 전역에 대한 영유권을 포기하였다.

## 같이 보기
- 일본의 지리
- 일본 열도
- 지역별 일본 섬 목록
- 섬 목록
- 일본의 이름